# مارك ديفيد هال
مارك ديفيد هال (بالإنجليزية: Mark David Hall)‏ هو أكاديمي أمريكي، ولد في 22 فبراير 1966.